# Нуженер
Нужене́р (рос. Нуженер, марій. Нужэҥер) — присілок у складі Совєтського району Марій Ел, Росія. Входить до складу Михайловського сільського поселення.

## Населення
Населення — 46 осіб (2010; 45 у 2002).
Національний склад (станом на 2002 рік):
- марі — 91 %